# 維拉科區
維拉科區（西班牙語：Distrito de Viraco），是秘魯的一個區，位於該國南部阿雷基帕大區的卡斯蒂利亞省，面積141平方公里，海拔高度3,215米，2005年人口1,956，人口密度每平方公里14人。